# Born Free (John-Barry-Lied)
Born Free ist ein Lied aus dem Film Frei geboren – Königin der Wildnis. Geschrieben wurde es von John Barry (Musik) und Don Black (Text), gesungen von Matt Monro.

## Entstehungsgeschichte
Nach Thunderball, dem Titellied des Films James Bond 007 – Feuerball, war Born Free das zweite Lied, das John Barry und Don Black miteinander schrieben. Wie James Inverne in seiner Don-Black-Biographie schreibt wollte der ursprüngliche Regisseur (den Inverne allerdings nicht nennt) John Barry von dem Film fernhalten. Nach verschiedenen Problemen sei der Regisseur vom Executive Producer Carl Foreman ersetzt worden. Foreman wollte allerdings eigentlich kein Titellied für den Film, und darüber hinaus war er auch nicht mit Don Blacks Text zufrieden. Es sei ein Film über Löwen, also solle es im Titellied um Löwen, Käfige und ähnliches gehen; ein sozialer Kommentar sei dagegen nicht erwünscht. Nach längeren Auseinandersetzungen mit Foreman gingen Barry und Black davon aus, dass ihr Lied das Titellied sein würde. Erst anlässlich der Weltpremiere des Filmes in London erfuhren sie, dass die Titelmusik eine Instrumentalfassung des Liedes war. Barry und Black versuchten erfolglos, das Lied wieder in den Film zu bringen. Erst als Monate später Roger Williams mit einer Coverversion in die US-amerikanischen Hitparaden kam, erkannten die Produzenten die Oscarchancen des Lieds und brachten es als Titellied in den Film.

## Veröffentlichung und Charts
Matt Monro veröffentlichte Born Free als Single im März 1966.
Charterfolge hatten jedoch nur Coverversionen:
| Interpret                         | Land           | Einstieg        | Wochen | Beste Platzierung |
| --------------------------------- | -------------- | --------------- | ------ | ----------------- |
| Roger Williams                    | USA            | 27. August 1966 | 21     | 07                |
| The Hesitations                   | USA            | 6. Januar 1968  | 10     | 38                |
| Vic Reeves and The Roman Numerals | Großbritannien | 27. April 1991  | 06     | 06                |

## Weitere Coverversionen
Born Free wurde bereits von über 600 Künstlern gecovert. Vor allem Interpreten aus den 1960er und 1970er Jahren wie Frank Sinatra, Ike & Tina Turner, Connie Francis, Tony Christie, Al Martino, Trini Lopez, Roger Whittaker, Nancy Wilson, Andy Williams, Liberace, Bobby Vinton, Pete Fountain, Floyd Cramer, Wayne Newton, Jerry Vale, James Darren, Jim Nabors oder The Lettermen nahmen Fassungen des Liedes auf. Aber auch verschiedene Orchesterleiter wie Mantovani, Henry Mancini, Percy Faith, James Last, Nelson Riddle, Ray Conniff oder Les Baxter spielten es ein.
Spätere Coverversionen kamen zum Beispiel von José Carreras oder Helena Vondráčková.
Born Free wurde zu einem Freiheitslied für farbige Südafrikaner zur Zeit der Apartheid.
Für die Born Free Foundation veröffentlichten Brian May und Kerry Ellis 2012 eine Coverversion mit von Don Black modifiziertem Text.
Eine von Hans Zimmer arrangierte Version von Born Free wurde im Film Madagascar gespielt. Die Version von Andy Williams ist in der 12. Folge der ersten Staffel der Fernsehserie Dexter zu hören.
Die gleichnamigen Lieder von Kid Rock und M. I. A. sind eigenständig und keine Coverversionen.

## Auszeichnungen
Born Free gewann 1967 den Oscar in der Kategorie Bester Song. Im gleichen Jahr war das Lied auch für den Golden Globe in der gleichen Kategorie nominiert, der Award ging aber an Strangers in the Night aus Willkommen, Mister B. Auch für den Laurel Award 1967 war das Lied nominiert, der Award ging an A Time for Love aus Mord aus zweiter Hand.